# 麦尔肯·弗勒尔戈德
麦尔肯·弗勒尔戈德（Maiken Fruergaard，1995年5月11日—），丹麥女子羽毛球運動員。

## 簡歷
2013年3月，麦尔肯·弗勒尔戈德代表丹麦参加土耳其安卡拉舉行的歐洲青年羽毛球錦標賽，助丹麦队赢得混合團體冠军；此外，还與大卫·道嘉德贏得欧青赛混合雙打冠軍。同年5月，她与大卫·道嘉德出战西班牙羽毛球公開賽，在女双决赛以1比2（21-18、13-21、20-22）不敌赛会头号种子、英格兰强档的凯特·罗伯特肖/希瑟·奥利弗，赢得亚军。
2014年2月，麦尔肯·弗勒尔戈德代表丹麦参加瑞士巴塞爾举办的歐洲女子羽毛球團體錦標賽，助球队赢得女子團體冠军。同年4月，她与萨拉·蒂格森出战荷蘭羽毛球國際賽，在女双决赛以0比2（16-21、12-21）不敌赛会头号种子、荷兰强档的萨曼塔·巴宁/伊里斯·塔博林，赢得亚军。同年5月，她与萨拉·蒂格森出战西班牙羽毛球公開賽，在女双準决赛以1比2（14-21、21-12、13-21）不敌赛会2号种子、保加利亚强档的加夫列拉·斯托伊娃/斯蒂法尼·斯托伊娃。
2015年1月，麦尔肯·弗勒尔戈德与萨拉·蒂格森出战瑞典羽毛球大師賽，在女双準决赛以1比2（18-21、21-17、20-22）不敌赛会2号种子、俄罗斯强档的安娜斯塔西亚·切尔维亚科娃/尼娜·维斯洛娃。同年4月，她与卡米拉·马滕斯出战克羅地亞羽毛球國際賽，在女双决赛以2比1（21-16、19-21、21-19）击败了队友的茱莉·芬尼-易普森/迪特·瑟比·汉森，夺得其首个國際系列賽女双冠军。同年5月，她与萨拉·蒂格森出战西班牙羽毛球國際賽，在女双準决赛以0比2（16-21、11-21）不敌赛会头号种子、保加利亚强档的加夫列拉·斯托伊娃/斯蒂法尼·斯托伊娃。同年9月，她与萨拉·蒂格森出战比利時羽毛球國際賽，在女双决赛以2比0（21-18、21-11）击败了马来西亚的鍾慧琪/葉錚雯，夺得其首个國際挑戰賽女双冠军。同年11月，她与索伦·格拉霍尔特出战挪威羽毛球國際賽，在混双决赛以0比2（17-21、15-21）不敌赛会4号种子、澳大利亚强档的沙旺·塞拉辛哈/塞特亚纳·玛帕萨，赢得亚军。同年12月，她与萨拉·蒂格森出战意大利羽毛球國際賽，在女双準决赛以1比2（12-21、21-16、15-21）不敌赛会头号种子、保加利亚强档的加夫列拉·斯托伊娃/斯蒂法尼·斯托伊娃。
2016年1月，麦尔肯·弗勒尔戈德分别与萨拉·蒂格森以及索伦·格拉霍尔特出战瑞典羽毛球大師賽，在女双决赛以2比0（21-19、21-17）击败了赛会3号种子、荷兰强档的萨曼塔·巴宁/伊里斯·塔博林，赢得国际赛冠军；而混双準决赛以0比2（13-21、10-21）不敌赛会头号种子、波兰强档的罗伯特·马特斯亚克/娜蒂斯达·希尔巴。同年2月，她代表丹麦参加俄羅斯喀山举办的歐洲女子羽毛球團體錦標賽，助球队赢得女子團體冠军。同年4月，她与索伦·格拉霍尔特出战芬蘭羽毛球公開賽，在混双準决赛以0比2（21-23、9-21）不敌赛会2号种子、队友的尼克拉斯·诺尔/萨拉·蒂格森。同期4月，她代表丹麦参加法国永河畔拉罗什举办的歐洲羽毛球錦標賽，与搭档萨拉·蒂格森的女双準决赛以0比2（17-21、17-21）不敌赛会2号种子、荷兰强档的埃菲耶·穆斯肯斯/塞莱娜·皮克，赢得欧锦赛女双季军。同年10月，她与索伦·格拉霍尔特出战荷蘭羽毛球大獎賽，在混双决赛以1比2（18-21、22-20、16-21）不敌赛会5号种子、队友的马蒂亚斯·克里斯蒂安森/萨拉·蒂格森，赢得亚军。
2017年2月，麦尔肯·弗勒尔戈德代表丹麦参加波蘭盧賓举办的歐洲羽毛球混合團體錦標賽，助球队赢得混合團體冠军。同年3月，她与萨拉·蒂格森出战瑞士羽毛球黃金大獎賽，在女双準决赛以0比2（12-21、14-21）不敌赛会头号种子、中国的陈清晨/贾一凡。同年8月，她參加苏格兰格拉斯哥舉行的世界羽毛球錦標賽，她和萨拉·蒂格森出戰女子双打項目。她與萨拉·蒂格森以15號種子身分出戰，故在首圈輪空；在次圈以2比1（19-21、21-14、21-11）击退法国组合的埃米莉·拉菲尔/安妮·特兰。但在第三圈中，以0-2 （18-21、20-22）不敌赛会5號種子、韩国组合的鄭景銀/申昇瓚，16强止步。
2018年2月， 麦尔肯·弗勒尔戈德代表丹麦参加俄羅斯喀山举办的歐洲羽毛球女子團體錦標賽，助球队赢得女子團體冠军。同年4月，她代表丹麦参加西班牙韦尔瓦举办的歐洲羽毛球錦標賽，与搭档萨拉·蒂格森的女双準决赛以0比2（10-21、18-21）不敌赛会2号种子、保加利亚强档的加夫列拉·斯托伊娃/斯蒂法尼·斯托伊娃，赢得欧锦赛女双季军。同年8月，她与萨拉·蒂格森出战西班牙羽毛球大師賽，在女双準决赛以1比2（21-17、16-21、12-21）不敌赛会头号种子、新科世锦赛冠军的松本麻佑/永原和可那。

## 主要比賽成績
只列出曾進入準決賽的國際賽事成績：
| 年份   | 賽事                       | 公開賽級別 | 項目     | 拍檔                  | 成績   |
| ------ | -------------------------- | ---------- | -------- | --------------------- | ------ |
| 2013年 | 歐洲青年羽毛球錦標賽       | 其他       | 混合團體 | －                    | 冠軍   |
| 2013年 | 歐洲青年羽毛球錦標賽       | 其他       | 混合雙打 | 大卫·道嘉德           | 冠軍   |
| 2013年 | 西班牙羽毛球公開賽         | 國際挑戰賽 | 女子雙打 | 萨拉·蒂格森           | 亞軍   |
| 2014年 | 歐洲女子羽毛球團體錦標賽   | 其他       | 女子團體 | －                    | 冠軍   |
| 2014年 | 荷蘭羽毛球國際賽           | 國際系列賽 | 女子雙打 | 萨拉·蒂格森           | 亞軍   |
| 2014年 | 西班牙羽毛球公開賽         | 國際挑戰賽 | 女子雙打 | 萨拉·蒂格森           | 準決賽 |
| 2015年 | 瑞典羽毛球大師賽           | 國際挑戰賽 | 女子雙打 | 萨拉·蒂格森           | 準決賽 |
| 2015年 | 克羅地亞羽毛球國際賽       | 國際系列賽 | 女子雙打 | 卡米拉·马滕斯         | 冠軍   |
| 2015年 | 西班牙羽毛球國際賽         | 國際挑戰賽 | 女子雙打 | 萨拉·蒂格森           | 準決賽 |
| 2015年 | 比利時羽毛球國際賽         | 國際挑戰賽 | 女子雙打 | 萨拉·蒂格森           | 冠軍   |
| 2015年 | 挪威羽毛球國際賽           | 國際系列賽 | 混合雙打 | 索伦·格拉霍尔特       | 亞軍   |
| 2015年 | 意大利羽毛球國際賽         | 國際挑戰賽 | 女子雙打 | 萨拉·蒂格森           | 準決賽 |
| 2016年 | 瑞典羽毛球大師賽           | 國際挑戰賽 | 女子雙打 | 萨拉·蒂格森           | 冠軍   |
| 2016年 | 瑞典羽毛球大師賽           | 國際挑戰賽 | 混合雙打 | 索伦·格拉霍尔特       | 準決賽 |
| 2016年 | 歐洲女子羽毛球團體錦標賽   | 其他       | 女子團體 | －                    | 冠軍   |
| 2016年 | 芬蘭羽毛球公開賽           | 國際挑戰賽 | 混合雙打 | 索伦·格拉霍尔特       | 準決賽 |
| 2016年 | 歐洲羽毛球錦標賽           | 其他       | 女子雙打 | 萨拉·蒂格森           | 季軍   |
| 2016年 | 荷蘭羽毛球大獎賽           | 大獎賽     | 混合雙打 | 索伦·格拉霍尔特       | 亞軍   |
| 2017年 | 歐洲羽毛球混合團體錦標賽   | 其他       | 混合團體 | －                    | 冠軍   |
| 2017年 | 瑞士羽毛球黃金大獎賽       | 黃金大獎賽 | 女子雙打 | 萨拉·蒂格森           | 準決賽 |
| 2018年 | 歐洲羽毛球女子團體錦標賽   | 其他       | 女子團體 | －                    | 冠軍   |
| 2018年 | 歐洲羽毛球錦標賽           | 其他       | 女子雙打 | 萨拉·蒂格森           | 季軍   |
| 2018年 | 西班牙羽毛球大師賽         | 超級300賽  | 女子雙打 | 萨拉·蒂格森           | 準決賽 |
| 2018年 | 荷蘭羽毛球公開賽           | 超級100賽  | 女子雙打 | 萨拉·蒂格森           | 準決賽 |
| 2019年 | 歐洲羽毛球混合團體錦標賽   | 其他       | 混合團體 | －                    | 冠軍   |
| 2019年 | 薩洛盧羽毛球公開賽         | 超級100賽  | 女子雙打 | 萨拉·蒂格森           | 準決賽 |
| 2020年 | 印尼羽毛球大師賽           | 超級500賽  | 女子雙打 | 萨拉·蒂格森           | 亞軍   |
| 2020年 | 歐洲羽毛球男女子團體錦標賽 | 其他       | 女子團體 | －                    | 冠軍   |
| 2020年 | 薩洛盧羽毛球公開賽         | 超級100賽  | 女子雙打 | 薩拉·蒂格森           | 準決賽 |
| 2021年 | 歐洲羽毛球混合團體錦標賽   | 其他       | 混合團體 | －                    | 冠軍   |
| 2021年 | 歐洲羽毛球錦標賽           | 其他       | 女子雙打 | 薩拉·蒂格森           | 季軍   |
| 2022年 | 歐洲羽毛球錦標賽           | 其他       | 女子雙打 | 萨拉·蒂格森           | 季軍   |
| 2023年 | 歐洲羽毛球混合團體錦標賽   | 其他       | 混合團體 | －                    | 冠軍   |
| 2023年 | 西班牙馬德里羽球大師賽     | 超級300賽  | 女子雙打 | 萨拉·蒂格森           | 準決賽 |
| 2023年 | 奧爾良羽毛球大師賽         | 超級300賽  | 女子雙打 | 萨拉·蒂格森           | 準決賽 |
| 2023年 | 美國羽毛球公開賽           | 超級300賽  | 女子雙打 | 萨拉·蒂格森           | 亞軍   |
| 2023年 | 香港羽毛球公開賽           | 超級500賽  | 女子雙打 | 萨拉·蒂格森           | 準決賽 |
| 2023年 | 愛爾蘭羽毛球公開賽         | 國際挑戰賽 | 女子雙打 | 萨拉·蒂格森           | 冠軍   |
| 2024年 | 歐洲羽毛球男女子團體錦標賽 | 其他       | 女子團體 | －                    | 冠軍   |
| 2024年 | 海洛羽毛球公開賽           | 超級300賽  | 女子雙打 | Natasja P. Anthonisen | 準決賽 |
| 2024年 | 愛爾蘭羽毛球公開賽         | 國際挑戰賽 | 混合雙打 | Christian Faust Kjær  | 準決賽 |
| 2024年 | 蘇格蘭羽毛球公開賽         | 國際挑戰賽 | 女子雙打 | Natasja P. Anthonisen | 準決賽 |
| 2024年 | 蘇格蘭羽毛球公開賽         | 國際挑戰賽 | 混合雙打 | Christian Faust Kjær  | 準決賽 |
| 2025年 | 歐洲羽毛球混合團體錦標賽   | 其他       | 混合團體 | －                    | 冠軍   |
| 2025年 | 歐洲羽毛球錦標賽           | 其他       | 女子雙打 | Natasja P. Anthonisen | 亞軍   |

| 2007-2017年 | 首要超級賽 | 超級賽 | 黃金大獎賽 | 大獎賽 | 國際挑戰賽 | 國際系列賽 | 未來系列賽 | 其他 |

| 2018-2026年 | 總決賽 | 超級1000賽 | 超級750賽 | 超級500賽 | 超級300賽 | 超級100賽 | 國際挑戰賽 | 國際系列賽 | 未來系列賽 | 其他 |

### 奧運會和世錦賽參賽紀錄
|          | 搭檔        | 2017 | 2018 | 2019 | 2020       | 2021 | 2022 | 2023 | 2024 |
| -------- | ----------- | ---- | ---- | ---- | ---------- | ---- | ---- | ---- | ---- |
| 女子雙打 | 萨拉·蒂格森 | 16強 | 16強 | 16強 | 小組第三名 | 16強 | 16強 | 32強 | 8強  |